# Чорний орел (фільм, 1988)
Чорний орел (англ. Black Eagle) — американський бойовик 1988 року.

## Сюжет
Американський військовий літак F-100, оснащений секретною зброєю, падає в Середземному морі поблизу Мальти. КДБ посилає на пошуки американського літака свого агента на ім'я Андрій. Щоб секретне устаткування не потрапило до рук комуністів, ЦРУ негайно посилає в цей район свого найкращого секретного агента Кена Тамі на прізвисько «Чорний орел».

## У ролях
| Актор                   | Роль                         |
| ----------------------- | ---------------------------- |
| Сьо Косугі              | Кен Тані                     |
| Жан-Клод Ван Дамм       | Андрій                       |
| Доран Кларк             | Патриція Паркер              |
| Брюс Френч              | Джозеф Беделія               |
| Володимир Скомаровський | полковник Володимир Клименко |
| Вільям Бассетт          | Дін Рікерт                   |
| Кейн Косугі             | Браян Тані                   |
| Шейн Косугі             | Денні Тані                   |
| Дорота Пузіо            | Наташа                       |
| Ян Тріска               | капітан Валерій              |
| Джин Девіс              | Стів Гендерсон               |
| Альфред Малліа          | Пітер                        |

## Цікаві факти
- Початок зйомок — 22 червня 1987 року.
- Синів Кена Тані у фільмі зіграли діти самого Сьо Косугі — Кейн і Шейн. Вони не раз в дитинстві знімалися в кіно разом з батьком. Але через роки тільки Кейн Косугі вирішив зайнятися акторською кар'єрою.
- Герой Ван Дамма у фільмі їздив на білому ВАЗ-2105 з правим кермом.
- На деяких постерах фільм має назву «Червоний лис» (Red Fox).